# Toucouleri
Toucouleuri su stanovništvo Zapadne Afrike koje govori fulskim jezhikom. Žive uglavnom na sjeveru Senegala gdje predstavljaju 26 % stanovnika, duž doline rijeke Senegala, u Mauretaniji, Gvineji (Dinguiraye) i u Maliju. Iako se predstavljaju etničkom skupinom, ne radi se o tome, prema malijskom autoru Amadouu Hampâtéu Bâu, nego samo o "dostatno istorodnoj kulturnoj skupini iz Senegala i Gvineje (drevno kraljevstvo Fouta-Toro), islamiziranoj i fulogovornoj (govore fulskim). Ukratko, Toucouleuri su mestične Fulbe.
Srodni su im Srodni narodi su Sereri, Wolofi i Leboui.
Mnoge su inačice etnonima u vrelima: Foutanké, Foutankoré, Futankobé, Futatoro, Futa Toro, Haalpulaaren, Haal Pulaaren, Haalpulaar, Haal Pulaar, Halpular, Hal Pular, Pulaar, Takruri, Tekarir, Tekrourien, Tekrour, Tekruri, Tokolor, Tokoror, Torado, Torodo, Toucouler, Toucouleurs, Tuculeur, Tukri, Tukuler, Tukuleur, Tukuloor, Tukulor, Turkylor.
Ime "Toucouleur" iskrivljeni je oblik riječ Tekrour. Ime je podrijetlom od kraljevstva koje su osnovali, Tekrour. Pod imenom Toucouleur ovo je stanovništvo našlo pravni status i stabilni identitet, koji im je dala francuska kolonijalna uprava koncem 19. stoljeća. Određuju se kao Haalpulaar'en (oni koji govore pulaar, u jednini Haalpulaar) i Foutankobé (oni koji nastanjavaju Foutau).
U 9. stoljeću pristigli su fulanski Toucouleri na tlo Senegala, čija država postaje dominantna sila početkom drugog tisućljeća. U 11. stoljeću do Senegala stiže islam kojeg su proširili Almoravidi.
Francuzi su iz svoje faktorije u Saint-Louisu potisnuli narod Toucoulera 1854. godine i poduzeli osvajački pohod na državu Waaloa u kojem su živjeli narodi Wolofa, Fulbe, Toucouleri, Saraholi i trarski Mauri, te dolini rijeke Senegala.

## Vanjske poveznice
- Blog o senegalskim Foutaima, o fulskoj kulturi i Toucouleurima
- Bibliothèque nationale de France (podatci) • Système universitaire de documentation (podatci) • Kongresna knjižnica (podatci)